# 東京都道・埼玉県道107号東京川口線

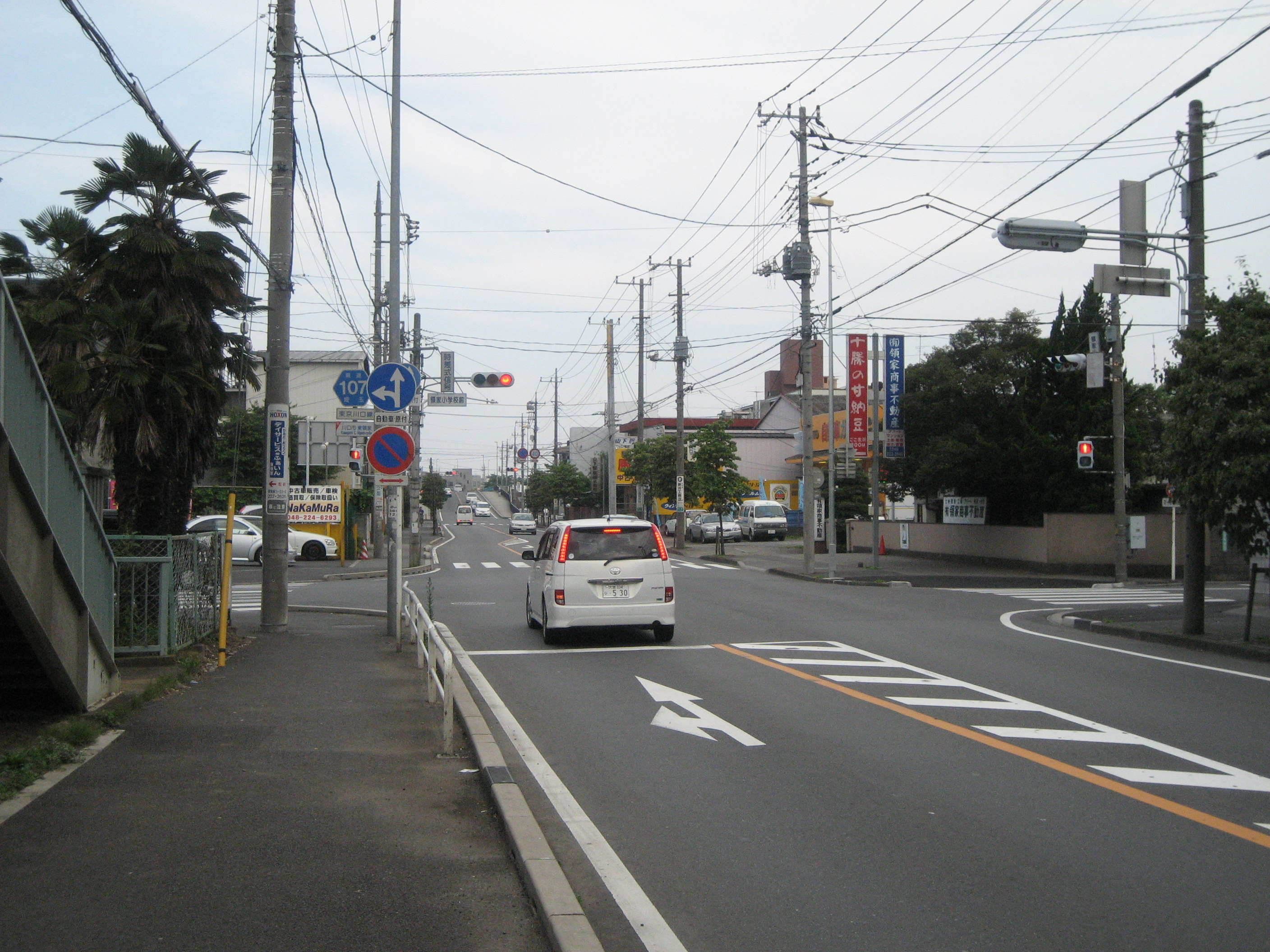
埼玉県川口市内

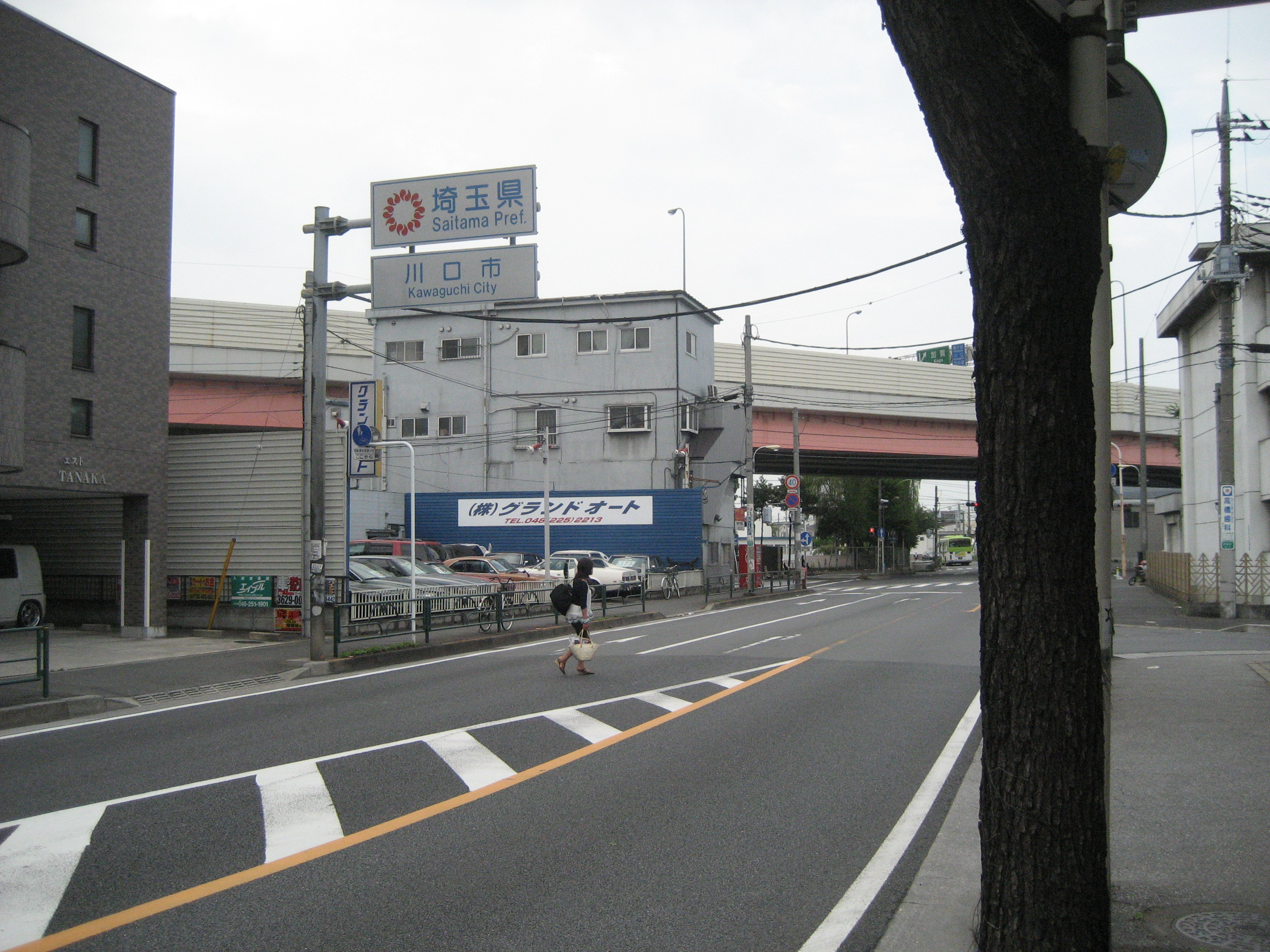
埼玉県川口市東領家　都県境付近（写真の奥は川口市になるが、ガードレールは東京都仕様のものが設置されている。）

東京都道・埼玉県道107号東京川口線（とうきょうとどう・さいたまけんどう107ごう とうきょうかわぐちせん）は、東京都足立区江北二丁目（江北氷川神社前交差点）から埼玉県川口市朝日一丁目（末広交差点）に至る一般都県道である。
東京都足立区内の環七通りから都県境までの区間では、建設時の経緯から産業道路と呼ばれる。また、埼玉県川口市東領家地区の都県境付近は境が入組んでいるため、東京都が管理を行っており、ガードレールなどの施設が都仕様のものが設置されている。

## 路線データ
- 起点：東京都足立区江北二丁目（東京都道106号東京鳩ヶ谷線交点、江北氷川神社前交差点）
- 終点：埼玉県川口市（国道122号交点、末広交差点） [1]
- 路線延長
  - 東京都区間：2,808m（実延長）[1]
  - 埼玉県区間：2,844m（実延長）[2]

## 沿革
- 1960年（昭和35年）9月1日 - 埼玉県が県道の路線認定[3]
- 1961年（昭和36年）3月15日 - 東京都が都道の路線認定[4]

## 経由する自治体
- 東京都
  - 足立区
- 埼玉県
  - 川口市

## 接続するおもな道路
- 東京都道・埼玉県道106号東京鳩ヶ谷線 - 鳩ヶ谷街道（江北氷川神社前交差点）
- 首都高速川口線（鹿浜橋出入口）
- 東京都道318号環状七号線 - 環七通りと重複（環七鹿浜橋交差点・都市農業公園南交差点〜鹿浜交差点）
- 東京都道・埼玉県道239号足立川口線、首都高速川口線 東領家出口（川口市東領家五丁目）
- 埼玉県道・東京都道104号川口草加線（南平公民館前交差点）
- 国道122号（末広交差点） - 本路線の終点であるが、道路は川口市道 - 市役所通りとして連続しており、その先川口陸橋下交差点より東京都道・埼玉県道68号練馬川口線 - オリンピック通りとなる。

## 重複区間
- 東京都道318号環状七号線（都市農業公園南交差点 - 鹿浜交差点）
- 東京都道・埼玉県道239号足立川口線 （鹿浜交差点 - 川口市東領家五丁目）- ただし、現地にその旨の表示はない。

## 沿道の施設等
東京都
足立区
- 警視庁西新井警察署鹿浜交番
- 足立区立北鹿浜小学校
- 鹿浜5丁目団地

埼玉県
川口市
- 川口市立領家小学校
- 川口警察署領家交番
- 川口市元郷文化会館
- 川口市立元郷小学校
- 川口市消防局南平分署
- 川口市立十二月田小学校
- 川口市立十二月田中学校